# Krzysztof Gonciarz

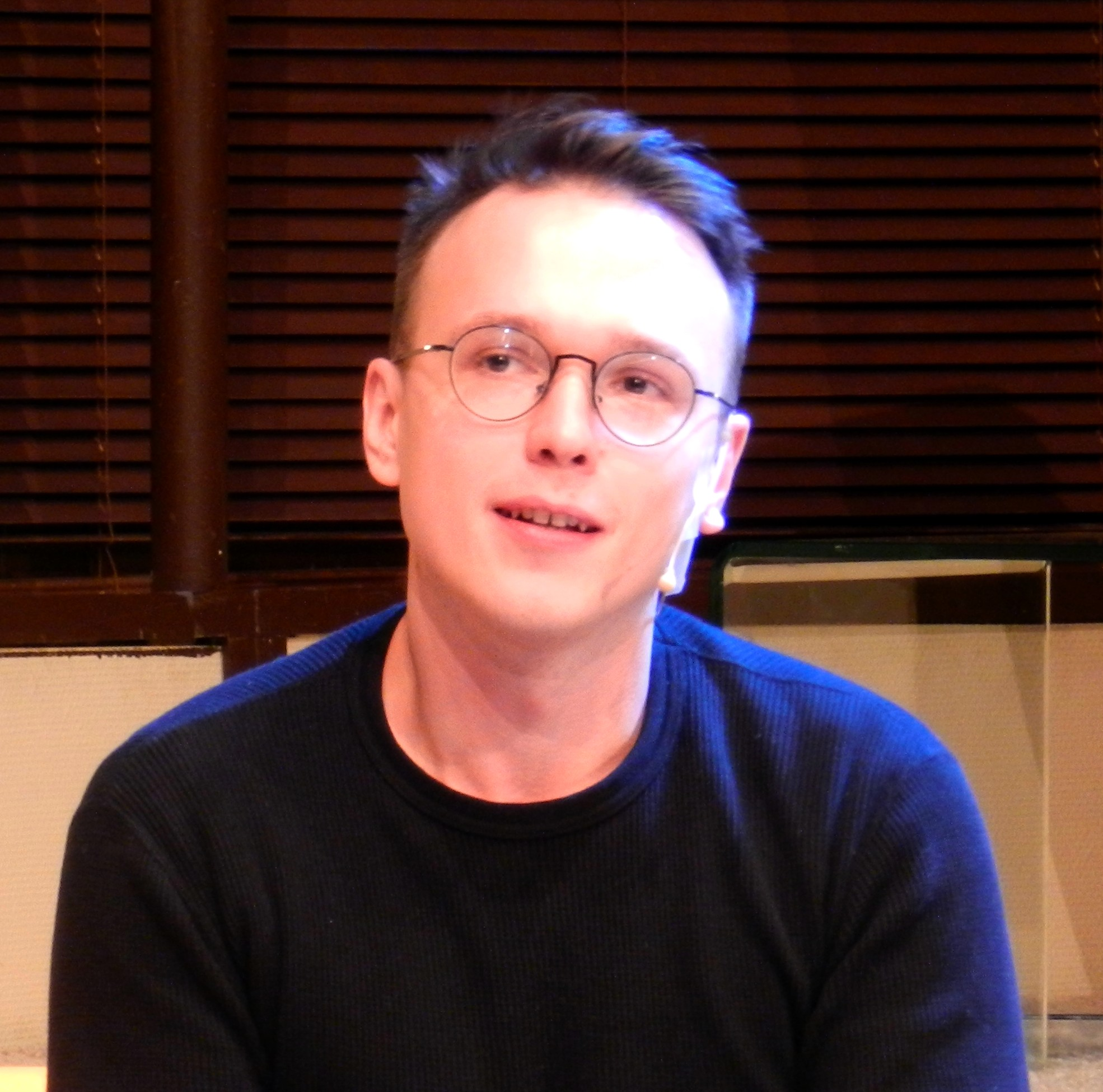
Krzysztof Gonciarz (2016)

Krzysztof Gonciarz (* 19. Juni 1985 in Krakau, Polen) ist ein polnischer Medienproduzent, Buchautor und Videoblogger.

## Werdegang
Bereits zu seiner Schulzeit arbeitete Gonciarz als offizieller Übersetzer und Synchronsprecher an Computerspielen wie Baldur’s Gate 2 oder Ratchet & Clank. Anschließend studierte er Kulturwissenschaft an der Jagiellonen-Universität in seiner Heimatstadt Krakau und war danach für das Onlineportal GryOnline.pl als Redakteur tätig. Zwischen 2011 und 2012 veröffentlichte er des Weiteren drei Ratgeberbücher über Computerspiele und das Internet.
Seit 2014 lebt Gonciarz im zentralen Tokioter Stadtbezirk Shibuya, wo er ein Medienproduktionsunternehmen namens Tofu Media LLC betreibt. Zur selben Zeit begann er sich als Videoblogger zu betätigen. Für seine auf YouTube.com veröffentlichten Beiträge über Reisen durch Japan, Südkorea und Taiwan erhielt er unter anderem von der National Geographic Society den Preis Traveler 2015.
Über das Crowdfundingportal Patronite, auf der Gonciarz zwischenzeitlich die meisten Spendengelder erhielt, gelang es ihm 2016 weitere Projekte zu realisieren. Hierzu zählen ein Dokumentarfilm über den Selbstmörderwald Aokigahara im japanischen Fujikawaguchiko sowie ein Reisefilm über die Natur und Kultur Grönlands. Bis 2019 widmete sich Gonciarz vornehmlich dem Videokanal TheUwagaPies, in dem er gemeinsam mit der aus Chicago stammenden Videobloggerin Katharine Mecinski über alltägliche Besonderheiten in Ostasien berichtete.